# Wydział Organizacji i Zarządzania Politechniki Łódzkiej
Wydział Organizacji i Zarządzania Politechniki Łódzkiej – wydział Politechniki Łódzkiej łączący kształcenie w zakresie Nauki o zarządzaniu i jakości z dyscyplinami technicznymi oraz praktyką. Wydział powstał 24 kwietnia 1991 roku.

## Struktura wydziału
W skład Wydziału wchodzą dwie jednostki:
- Instytut Zarządzania
- Instytut Marketingu i Zrównoważonego Rozwoju

## Władze wydziału
- Dziekan: dr hab. Karol Klimczak, prof. uczelni
- Prodziekan ds. Rozwoju: dr hab. inż. Andrzej Marcinkowski, prof. uczelni
- Prodziekan ds. Kształcenia: dr Konrad Kulikowski
- Prodziekan ds. Studenckich: dr Ilona Penc-Pietrzak

## Działalność
Wydział Organizacji i Zarządzania kształci studentów na kierunkach:
- inżynieria bezpieczeństwa pracy,
- logistyka,
- marketing w przemyśle,
- zarządzanie,
- zarządzanie produkcją,
- zarządzanie i inżynieria produkcji.

Studenci Wydziału mogą wyjeżdżać na roczne oraz półroczne staże w ramach programu LLP Erasmus. Studia na kierunku „zarządzanie i inżynieria produkcji” (studia pierwszego oraz drugiego stopnia) realizowane są również w ramach współpracy z Centrum Kształcenia Międzynarodowego PŁ w języku angielskim oraz francuskim, a studia na kierunku „zarządzanie” (studia drugiego stopnia) prowadzone są także w języku angielskim.
Na Wydziale działa wiele kół naukowych oraz organizacji, dzięki czemu studenci mają szansę uczestniczyć w życiu Wydziału. Ofertę Wydziału wzbogacają liczne studia podyplomowe oraz kursy dokształcające.